# Machine Gun (piosenka Jimiego Hendriksa)
Machine Gun – piosenka z 1970 roku autorstwa Jimiego Hendriksa, której nigdy nie nagrał w wersji studyjnej. Najbardziej znana wersja koncertowa została zarejestrowana 1 stycznia podczas pierwszego występu w Fillmore East w Nowym Jorku. Tę wersję zamieszczono na albumie Band of Gypsys (1970).
W trakcie nagrywania nowojorskiej wersji „Machine Gun” Hendrix korzystał z pedałów wah-wah, fuzz-face, univibe i octavia. Pierwsze wykonanie „Machine Gun” miało miejsce 9 września 1969 roku w Dick Cavett Show, choć już 18 sierpnia na Festiwalu Woodstock wplótł on charakterystyczny fragment utworu rozpoczynając „Hear My Train a Comin’”. Wykonywał tę kompozycję regularnie podczas trwania amerykańskiego tournée w 1970.
W warstwie lirycznej utwór ma wymowę antywojenną, jest protestem wymierzonym w wojnę w Wietnamie. Podczas gry Hendrix imitował za pomocą gitary odgłosy strzałów i wybuchów towarzyszących działaniom zbrojnym.
Gitarzysta Vernon Reid powiedział, że wersja „Machine Gun” pochodząca z albumu Band of Gypsys jest najlepszą improwizacją gitarową w historii po autorskiej interpretacji hymnu amerykańskiego wykonanej przez Hendriksa na Festiwalu Woodstock.

## Lista koncertów z zagranym przez Hendriksa utworem
- „Dick Cavett Show”, Nowy Jork, 9 września 1969, występ w programie TV – znajduje się na DVD „Jimi Hendrix The Dick Cavett Show”
- Fillmore East Theatre, Nowy Jork, 31 grudnia 1969 1 koncert[2] – znajduje się na bootlegu Two Nights at the Fillmore East
- Fillmore East Theatre, Nowy Jork, 31 grudnia 1969 2 koncert[2] – znajduje się na płycie Live at the Fillmore East i bootlegu Two Nights at the Fillmore East
- Fillmore East Theatre, Nowy Jork, 1 stycznia 1970, 1 koncert[3] – znajduje się na płycie Band of Gypsys, DVD "Live at the Fillmore East" i bootlegu Two Nights at the Fillmore East
- Fillmore East Theatre, Nowy Jork, 1 stycznia 1970, 2 koncert[3] – znajduje się na płycie Live at the Fillmore East i bootlegu Two Nights at the Fillmore East
- Los Angeles Forum, Los Angeles, Kalifornia, 25 kwietnia 1970[4] – znajduje się na bootlegu
- Cal Expo, Sacramento, Kalifornia, 26 kwietnia 1970[5] – znajduje się na bootlegu
- Dane County Memorial Coliseum, Madison, Wisconsin, 2 maja 1970[6] – znajduje się na bootlegu
- St. Paul Civic Center, St. Paul, Minnesota, 3 maja 1970[7] – znajduje się na bootlegu
- University Of Oklahoma, Norman, Oklahoma, 8 maja 1970, 2 koncert[8] – znajduje się na bootlegu
- Will Rogers Auditorium, Ft. Worth, Texas, 9 maja 1970[9] – znajduje się na bootlegu
- Hemisphere Arena, San Antonio, Texas, 10 maja 1970[10] – znajduje się na bootlegu
- Temple Stadium, Philadelphia, Pennsylvania, 16 maja 1970[11] – znajduje się na bootlegu
- Berkeley Community Centre, Berkeley, Kalifornia, 30 maja 1970, 1 koncert[12] – znajduje się na płycie Live at Berkeley: 1st show
- Berkeley Community Centre, Berkeley, Kalifornia, 30 maja 1970, 2 koncert[12] – znajduje się na płycie Live at Berkeley: 2nd show
- Memorial Auditorium, Dallas, Texas, 5 czerwca 1970[13]
- Sam Houston Coliseum, Houston, Texas, 6 czerwca 1970[14]
- Roberts Stadium, Evansville, Indiana, 10 czerwca 1970[15]
- Civic Center, Baltimore, Maryland, 13 czerwca 1970[16] – znajduje się na bootlegu
- Swing Auditorium, San Bernardino, Kalifornia, 20 czerwca 1970[17] – znajduje się na bootlegu
- County Fairgrounds, Ventura, Kalifornia, 21 czerwca 1970[18]
- Sick's Stadium, Seattle, Waszyngton, 26 lipca 1970[19] – znajduje się na bootlegu
- „Isle Of Wight Festival” Wyspa Wight, Anglia, 30 sierpnia 1970[20] – znajduje się na płycie „Blue Wild Angel: Live at the Isle of Wight” (także w wersji DVD)
- Tivoli Gardens, Sztokholm, Szwecja, 31 sierpnia 1970[21] – znajduje się na bootlegu Live in Scandinavia Vol.2
- K.B. Hallen, Kopenhaga, Dania, 3 września 1970[22] – znajduje się na bootlegu Live in Scandinavia Vol.2
- "Super Concert '70" Deutschlandhalle Hall, Berlin, Niemcy Zachodnie, 4 września 1970[23] – znajduje się na bootlegu Back to Berlin